# Emil Fahrenkamp
Emil Fahrenkamp (8 novembre 1885 - 24 mai 1966) est un architecte et professeur allemand. Il est l'une des architectes les plus connus de l'entre-deux guerres connu pour avoir construit la Shell-Haus (de) à Berlin en 1930.
Il est né à Aix-la-Chapelle mais a vécu à Düsseldorf pour travailler au bureau de Wilhelm Kreis de 1909 à 1912. Il a été assistant puis professeur à l'Académie d'Art de Düsseldorf.
Durant la Seconde Guerre mondiale a accepté des commissions venant des nazis, se considérant lui-même comme apolitique. Après la guerre, il a poursuivi son métier, mais de façon plus discrète.